# Petko Wojwoda

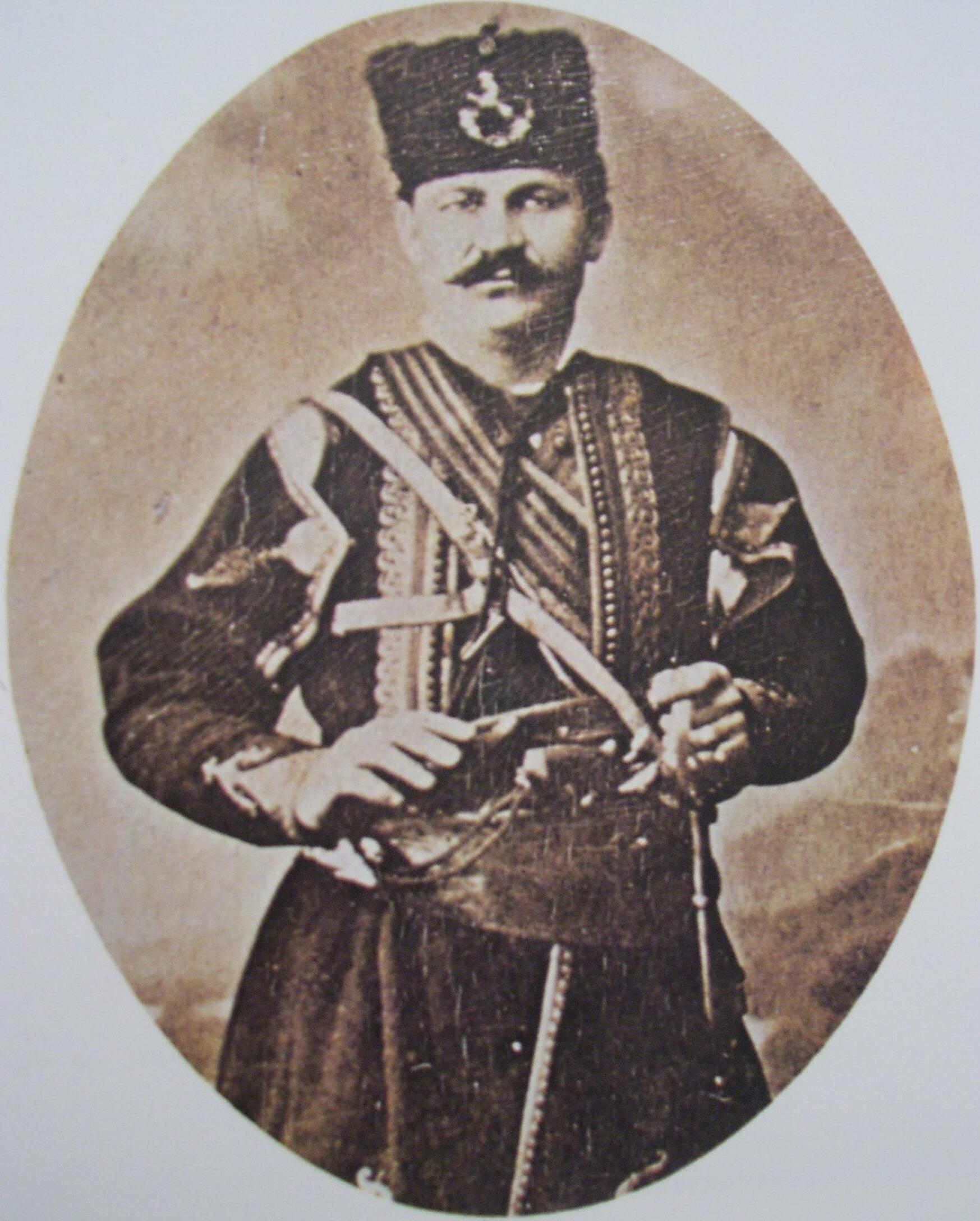
Petko Wojwoda

Petko Kirjakow Kalojanow, bekannt als Kapitan Petko Wojwoda, (bulgarisch Петко Киряков Калоянов, bzw. Капитан Петко войвода, auch genannt Петко Каракирков/Petko Karakirkow; * 6. Dezember 1844 in Dogan Chisar damals Osmanisches Reich, heute Esymi in Griechenland; † 7. Februar 1900 in Warna, Fürstentum Bulgarien) war ein bulgarischer Revolutionär, Freiheitskämpfer, Heiducke in Westthrakien und Politiker.

## Leben
Petko Wojwoda wurde 1844 im bulgarischen Dorf Dogan Chisar, Westthrakien damals im Osmanischen Reich, das seit dem Vertrag von Neuilly-sur-Seine 1919 zu Griechenland gehört, geboren. Seine Mutter hieß Gruda, sein Vater Kirko Karakirjakow. Petko hatte acht Geschwister. Als 15-Jähriger erlernte er in der Zellenschule des Dorfes die bulgarische Sprache mit griechischen Buchstaben zu schreiben und die griechische Sprache.
Als im Frühling 1861 Türken seinen Bruder Matthias und seinen Vetter Waltscho ermordeten, gründete Petko eine Tscheta, um sie zu rächen und gegen die Willkür der herrschenden osmanischen Türken vorzugehen. 1863 wurde er von der osmanischen Miliz gefangen genommen, konnte jedoch entfliehen und verstärkte seinen Kampf gegen die Fremdherrscher in Westthrakien und im nahegelegenen Rhodopen-Gebirge.
Im Herbst 1864 zog er nach Athen, wo er sich an der Militärschule als Gasthörer einschrieb. Beeinflusst von den revolutionären Ideen von Giuseppe Garibaldi zog er kurz darauf nach Italien. Anfang 1866 traf er sich mit Garibaldi und blieb für mehrere Monate sein Gast. Gemeinsam organisierten sie das Garibaldi-Bataillon, das aus 220 Italienern und 67 Bulgaren bestand, darunter auch Petko Wojwoda, das 1866 am Aufstand auf Kreta gegen das Osmanische Reich teilnahm. Während der Kämpfe auf Kreta erwarb sich Petko Wojwoda wegen seiner Tapferkeit den Beinamen Kapitän (Hauptmann). Nach der Niederschlagung des Aufstandes reiste Petko nach Ägypten, Frankreich und Italien, ließ sich jedoch erneut in Athen nieder, wo er gemeinsam mit griechischen Revolutionären einen Appell für den gemeinsamen Kampf von Bulgaren und Griechen gegen die osmanisch-türkische Herrschaft richtete.
1869 organisierte Petko Wojwoda erneut eine Tscheta und kämpfte gemeinsam mit der Tscheta von Krajtscho Wojwoda für die Befreiung Thrakiens und den Rhodopen von osmanisch-türkischer Herrschaft. 1878 nahm die vereinte Tscheta unter der Führung von Petko Wojwoda am Russisch-türkischen Krieg (1877–1878) teil. In den letzten Tagen des Krieges, wie auch nach der Unterzeichnung des Friedens von San Stefano, kämpfte sie gegen türkische Freischärler (Başı Bozuk) und Deserteure, angeführt von dem britischen Offizier Stanislas St. Clair und deren Raubüberfälle im Thrakien. Dank ihm konnte sich die gesamte Bevölkerung des Dorfes Plewun, das im Grenzgebiet zwischen dem Osmanischen Reich und dem befreiten Bulgarien lag und bereits von Saint Clair eingekesselt war, retten.
Nach 1880 ließ sich Petko Wojwoda in Warna nieder. Er war Mitbegründer der lokalen Demokratischen Partei und arbeitete als Anwalt. Petko Wojwoda war einer der Initiatoren und Organisatoren der am 12. Mai 1896 in Warna gegründeten „Edirne Vertriebenenvereinigung - Strandscha“ (bulgarisch „Одринско преселенско дружество – Странджа“/ Odrinsko preselensko druschestwo - Strandscha), die sich auch für die im osmanischen Reich Hinterbliebenen thrakischen Bulgaren einsetzte und heute seinen Namen trägt. Als Vorbild diente der mazedonische Verein „Pirin Planina“, der ein Jahr zuvor von vertriebenen Bulgaren aus Makedonien in Burgas gegründet worden war. Petko Wojwoda setzte sich jedoch auch für die türkische Bevölkerung in Warna ein.
Auf der Initiative von Petko Wojwoda, Petar Dragulew und Georgi Minkow fand am 19. Februar 1897 in Burgas die Gründungsversammlung der Vereinigung „Thrakien“ der vertriebenen thrakischen Bulgaren in der Provinz Burgas, die in der Zukunft bei der Vorbereitung des Ilinden-Preobraschenie-Aufstandes und bei der Versorgung der zahlreich in der Region Burgas ankommenden Flüchtlinge eine zentrale Rolle spielen sollte.
Nach einem gescheiterten Putsch prorussischer Offiziere gegen den bulgarischen Fürsten Alexander I., der von Russland unterstützt wurde, folgte ein Gegenputsch. Nach der Wiedereinsetzung des Zaren und der folgenden Regentschaft des Ministerpräsidenten Stefan Stambolow geriet Petko Wojwoda (wie sämtliche anderen bulgarischen Russophile) wegen seiner prorussischen Politik in Ungnade. Petko Wojwoda wurde 1892 wegen der Unterstützung prorussischer Kräfte, die ein Attentat auf den Ministerpräsidenten versuchten, angeklagt und in Trjawna ins Gefängnis gesteckt.
Kapitan Petwko Wojdowa verstarb am 7. Februar 1900 in Warna. Er war zweimal verheiratet, einmal mit einer Griechin aus Keşan, mit der er einen Sohn hatte und ein zweites Mal mit Rada Krawkowa aus Kasanlak.

## Weiteres

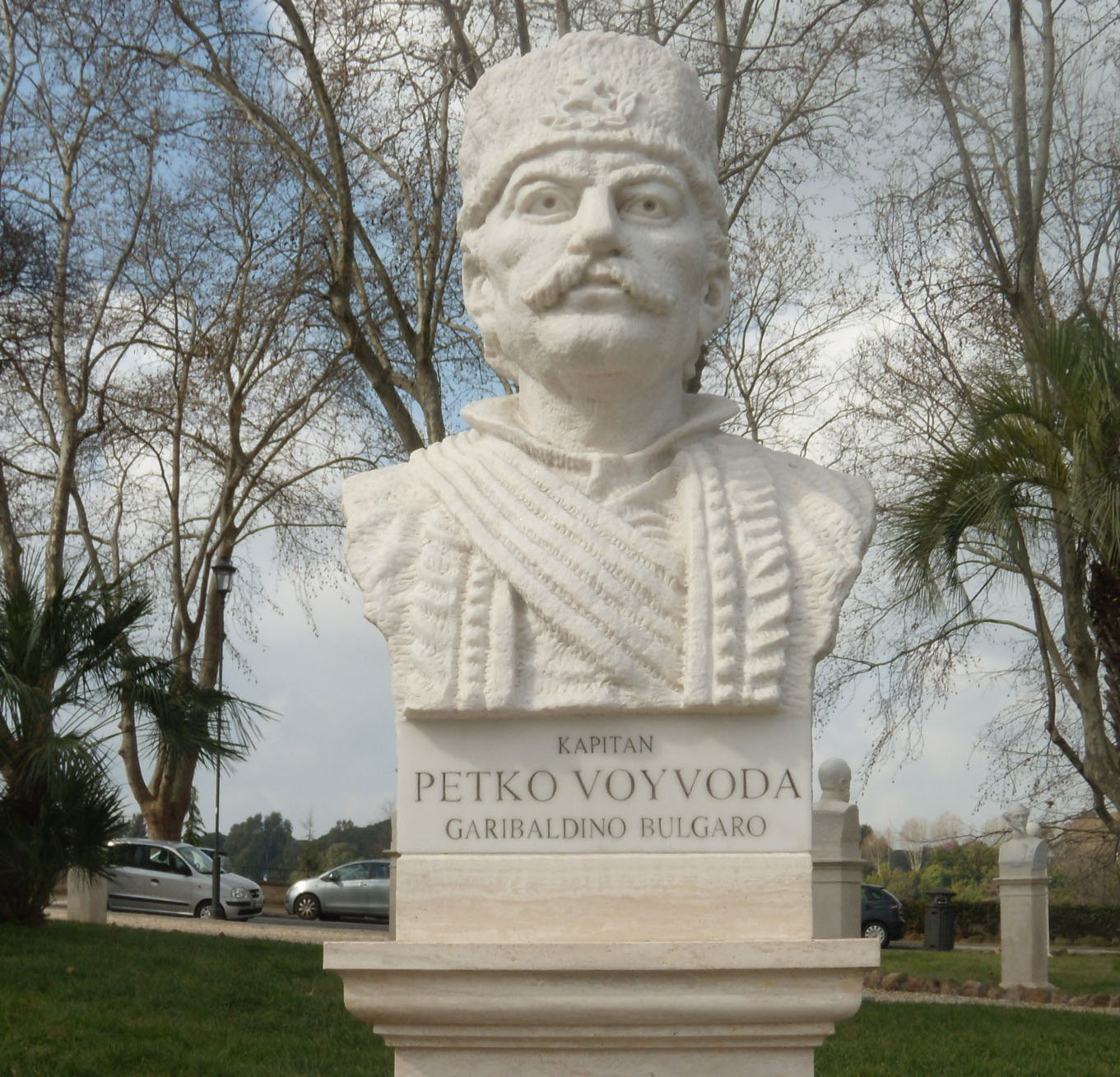
Das Petko Wojwoda-Denkmal in Rom

Viele bulgarische Lieder sind ihm gewidmet. Der Petko Voyvoda Peak auf der antarktischen Livingston-Insel, die Flüchtlingsorganisation der thrakischen Bulgaren, ein Buchverlag, eine Stiftung, ein Dorf bei Chaskowo, der Grenzübergang Kapitan Petko Wojwoda-Ormenion und andere Einrichtungen in Bulgarien wurden nach ihm benannt. Sein Leben wurde in der populären TV-Serie „Kapitan Petko Wojwoda“ verfilmt.
2004 wurden ein Denkmal für Petko Wojwoda in Rom und ein weiteres in seiner Heimatstadt eingeweiht.